# NGC 3913
NGC 3913 (другие обозначения — IC 740, IRAS11480+5537, UGC 6813, ZWG 268.92, MCG 9-20-1, ZWG 269.4, KUG 1148+556, PGC 37024) — спиральная галактика (Sd) в созвездии Большая Медведица.
Этот объект входит в число перечисленных в оригинальной редакции «Нового общего каталога».
В галактике вспыхнула сверхновая SN 1963J, её пиковая видимая звездная величина составила 13,7.
В галактике вспыхнула сверхновая SN 1979B, её пиковая видимая звездная величина составила 13,5.
Галактика NGC 3913 входит в состав группы галактик NGC 3631. Помимо NGC 3913 в группу также входят ещё 9 галактик.